# Xã Clay, Quận Tuscarawas, Ohio
Xã Clay (tiếng Anh: Clay Township) là một xã thuộc quận Tuscarawas, tiểu bang Ohio, Hoa Kỳ. Năm 2010, dân số của xã này là 2.017 người.